# Gerard Wodarz

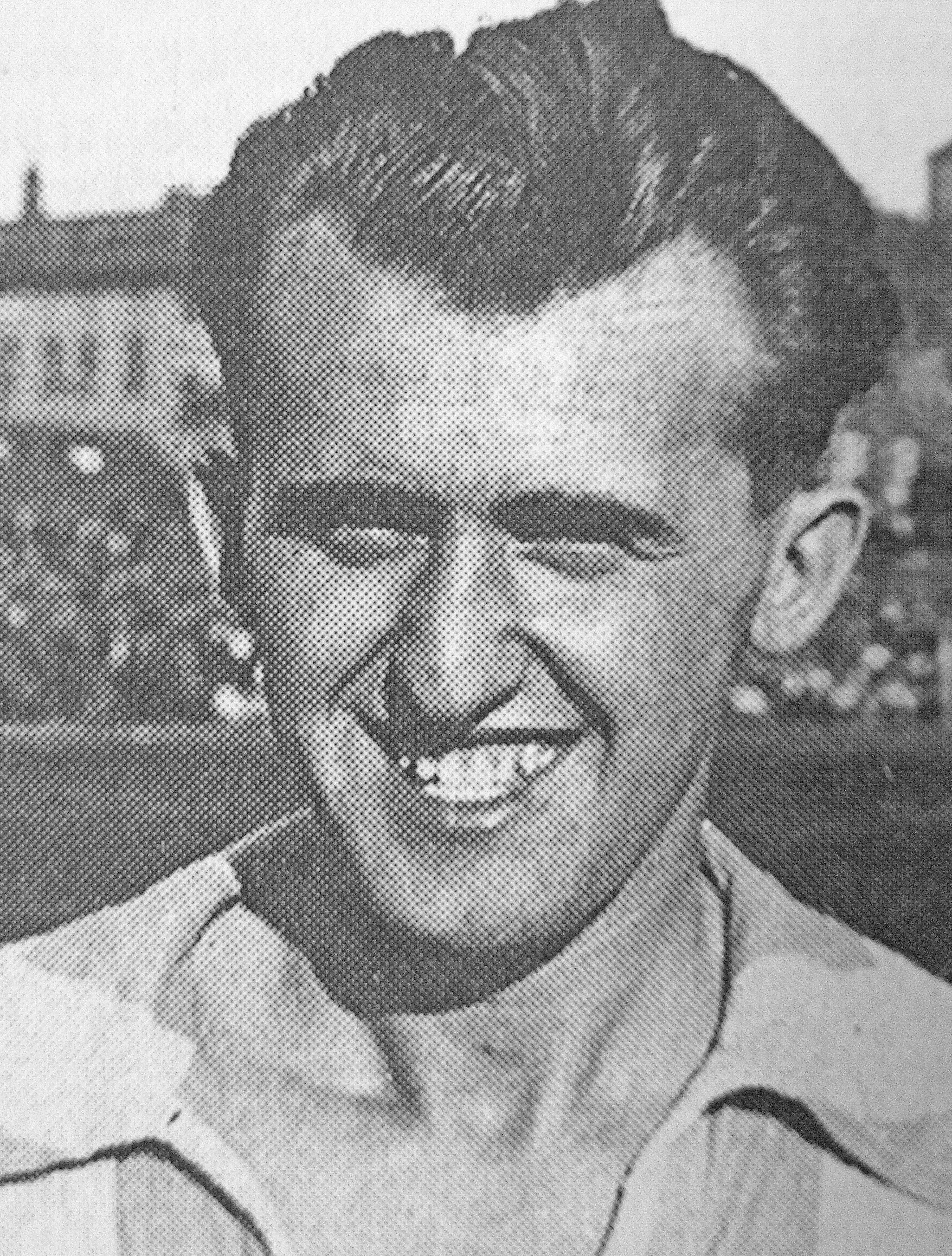
Gerard Wodarz

Gerard Wodarz (* 10. August 1913 als Gerhard Wodarz in Bismarckhütte; † 11. November 1982 in Chorzów) war ein polnischer Fußballspieler.

## Karriere

### Zwischenkriegszeit
Wodarz wurde als Staatsbürger Preußens geboren. Sein Vorname wurde zunächst in der deutschen Schreibweise „Gerhard“ geschrieben. Mit dem Anschluss Ostoberschlesiens an Polen 1922 erhielt er die polnische Staatsbürgerschaft, sein Vorname wurde polonisiert. Als 13-Jähriger trat er 1926 der Jugendabteilung von Ruch Wielkie Hajduki bei und blieb in der Position des Linksaußens dem Verein seine ganze Karriere lang treu. Er galt als ruhig, solide und häuslich, von den auch in seinem Club nicht unüblichen Trinkgelagen hielt er sich fern.
Bereits mit 21 Jahren wurde er wegen seiner ausgleichenden Art Mannschaftskapitän.
Mit Teodor Peterek und Ernst Willimowski bildete er den erfolgreichsten Sturm in der Geschichte der obersten polnischen Liga. Vor allem dank dieser „drei schlesischen Könige“ wurde Ruch zwischen 1933 und 1938 fünfmal polnischer Meister. Er schoss für Ruch in 183 Spielen 51 Tore.
Zwischen 1932 und 1939 wurde er 28-mal in die Nationalmannschaft berufen. Mit ihr erreichte er bei den Olympischen Spielen in Berlin 1936 das Halbfinale. Bei dem Turnier erzielte er 5 Tore. Insgesamt kam er im Trikot der Nationalelf auf 9 Treffer. 1938 nahm er an der Fußballweltmeisterschaft in Frankreich teil, die mit den Achtelfinalen begann. Die polnische Mannschaft unterlag dort in ihrem einzigen Spiel den Brasilianern mit 5:6 nach Verlängerung. Drei Monate später stand er in der polnischen Elf, die in Chemnitz gegen die deutschen Gastgeber 1:4 verlor.

### Im Zweiten Weltkrieg
In der letzten Augustwoche 1939 wurde er im Rahmen der allgemeinen Mobilmachung zu den polnischen Streitkräften einberufen. Nach eigenen Angaben geriet er bald nach dem Einmarsch der Wehrmacht in Polen am 1. September 1939 in deutsche Kriegsgefangenschaft, konnte aber bei Krakau aus einem Gefangenentransport fliehen und sich nach Oberschlesien durchschlagen.
Mit dem Wiederanschluss Ostoberschlesiens an das Deutsche Reich im Oktober 1939 wurde die polnische Vereinsleitung von Ruch verhaftet und durch Deutsche ersetzt; der Club bekam wieder seinen alten deutschen Namen Bismarckhütter SV (BSV). In ihm durfte niemand mehr spielen, der sich als Pole bezeichnete. Bereits beim ersten Spiel seines Vereins nach dem Ende der Kampfhandlungen stand Wodarz auf dem Platz, neben Peterek und Willimowski, die wie er die deutsche Volksliste unterzeichneten. Sein Vorname wurde von den deutschen Behörden und Zeitungen wieder „Gerhard“ geschrieben, sein Familienname tauchte auch in den Formen „Wodasch“ und „Wlodasch“ auf.
1940 und 1941 stand er in der Auswahl der Gauliga Schlesien, die am Reichsbundpokal teilnahm. Im Januar 1942 wurde er zur Wehrmacht eingezogen, zunächst war seine Einheit in Lothringen stationiert. Während des Heimaturlaubs trat er regelmäßig für den BSV bei Punktespielen der Gauliga an.
Im Rang eines Obergefreiten geriet er Ende August 1944 an der Westfront bei Provins rund 100 Kilometer südöstlich von Paris in britische Kriegsgefangenschaft. Nach seinen späteren Berichten war er desertiert und zu französischen Partisanen übergelaufen. Er wurde demnach von den Franzosen an die US-Army übergeben und von dieser als früherer Staatsangehöriger Polens den unter britischem Oberkommando stehenden polnischen Streitkräften im Westen überstellt.

### Nachkriegszeit
Nach Kriegsende wurde seine Einheit nach Schottland verlegt, wo die prowestliche Führung der dortigen polnischen Verbände zunächst die weitere politische Entwicklung in der Heimat abwartete. Er spielte dort wieder Fußball, zunächst in einer Soldatenmannschaft der Royal Air Force, dann im örtlichen Verein der Stadt Fraserburgh.
Im Herbst 1946 kehrte er nach Polen zurück und reihte sich wieder bei Ruch Chorzów ein. Ebenso wie andere oberschlesische Spitzenspieler musste er sich vor dem kommunistisch kontrollierten Sicherheitsamt UB für seine Auftritte in deutschen Vereinen während des Krieges rechtfertigen. Nach den Schilderungen polnischer Sportjournalisten berichtete er Jahrzehnte später, er habe in deutscher Gefangenschaft 1939 angegeben, polnischer Fußballnationalspieler gewesen zu sein. Daraufhin habe ihm ein deutscher Offizier so fest in das Knie getreten, dass er drei Monate im Lazarett verbringen musste. Nach seiner Rückkehr nach Oberschlesien habe er erst Arbeit gefunden, als er die Volksliste unterzeichnet habe. Er habe unter Druck Fußball gespielt, weil er seine Familie habe ernähren müssen.
Schon ein Jahr nach seiner Rückkehr nach Chorzów beendet er 1947 seine aktive Karriere. Nach Erlangung des Trainerdiploms übernahm er 1949 den Posten des Ruch-Trainers. Doch nach bereits einem Jahr wechselte er zum erst nach dem Krieg gegründeten späteren Meister Górnik Zabrze, mit dem er 1952 den Aufstieg in die II. Liga schaffte. Zwei Jahre später endete seine Anstellung in Zabrze. Ohne größeren Erfolg trainierte er in der Folge mehrere Vereine der Region in niedrigeren Spielklassen. 1961 kehrte er noch einmal für vier Monate als Trainer zu Ruch zurück.